# Сулима Іван Панасович
Іван Панасович Сулима (1929, село Педашка Перша, тепер Зачепилівського району Харківської області — ?) — український радянський діяч, новатор сільськогосподарського виробництва, комбайнер колгоспу імені ХХІ партз'їзду Красноградського (Зачепилівського) району Харківської області. Депутат Верховної Ради УРСР 6-го скликання. Герой Соціалістичної Праці (23.06.1966).

## Біографія
Народився у селянській родині. Батько загинув на фронтах Другої світової війни.
Служив у Радянській армії. Закінчив курси мотористів. Був мотористом, механіком у військово-повітряних силах (ВПС) Радянської армії.
У 1959—1970-х роках — комбайнер колгоспу імені ХХІ партз'їзду смт Зачепилівки Красноградського (з 1966 року — Зачепилівського) району Харківської області. У 1962 році зібрав 234 гектари ранніх зернових, скосив 240 гектарів кукурудзи на силос і 365 гектарів кукурудзи на зерно.
Потім — на пенсії.

## Нагороди
- Герой Соціалістичної Праці (23.06.1966)
- орден Леніна (23.06.1966)
- медалі